# Krisean Lopez
Krisean Kyle „Bounty” Lopez (ur. 2 listopada 1998 w Dangridze) – belizeński piłkarz występujący na pozycji napastnika lub skrzydłowego, reprezentant Belize, od 2023 roku zawodnik salwadorskiego Platense Zacatecoluca.

## Kariera klubowa
Lopez pochodzi z miasta Dangriga, gdzie uczęszczał do szkoły podstawowej Holy Ghost Primary School. Następnie kształcił się w Agricultural and Natural Resource Institute (ANRI), a równolegle z powodzeniem występował w regionalnych rozgrywkach piłkarskich. Jego talent został zauważony przez Nelsona Mossa, właściciela lokalnego klubu Wagiya FC, który namówił go do dołączenia do drużyny. W barwach Wagiyi zadebiutował w lidze belizeńskiej. Mimo nastoletniego wieku został najskuteczniejszym zawodnikiem zespołu i w oficjalnym plebiscycie wybrano go najlepszym młodym zawodnikiem rozgrywek (2017/2018 Opening).
W styczniu 2018 Lopez przeszedł do czołowego belizeńskiego klubu Verdes FC. Wywalczył z nim mistrzostwo Belize (2019/2020 Opening) oraz wicemistrzostwo (2018/2019 Opening). Ponownie został również wybrany najlepszym młodym piłkarzem ligi belizeńskiej (2018/2019 Opening), a także otrzymał nagrodę dla najlepszego zawodnika fazy play-off (2019/2020 Opening). Równolegle uczęszczał do Sacred Heart Junior College w San Ignacio, występując w szkolnej drużynie piłkarskiej. W Verdes stworzył dynamiczny duet atakujących z Mariano Landero, a belizeńskie media określały go jako jednego z najlepszych napastników w kraju. W styczniu 2020 został zaproszony na testy przez amerykański klub Indy Eleven.

## Kariera reprezentacyjna
W grudniu 2017 Lopez został powołany przez Ryszarda Orłowskiego do reprezentacji Belize U-20 na Igrzyska Ameryki Środkowej w Managui. Wraz ze swoim zespołem odpadł z męskiego turnieju piłkarskiego w fazie grupowej.
W seniorskiej reprezentacji Belize Lopez zadebiutował za kadencji selekcjonera Palmiro Salasa, 3 czerwca 2018 w zremisowanym 0:0 meczu towarzyskim z Barbadosem. Premierowego gola w drużynie narodowej strzelił 4 sierpnia 2018 w wygranym 1:0 sparingu z tym samym rywalem. We wrześniu zdobył dwie bramki w meczu z Bahamami (4:0) w eliminacjach do Ligi Narodów CONCACAF.